# Narodowe Centrum Badawcze Epidemiologii i Mikrobiologii im. Nikołaja Gamalei
Narodowe Centrum Badawcze Epidemiologii i Mikrobiologii imienia akademika Nikołaja F. Gamalei (ros. Национальный исследовательский центр эпидемиологии и микробиологии имени почётного академика Н. Ф. Гамалеи, znane także jako m.in. Narodowe Centrum Epidemiologii i Mikrobiologii N. Gamalei, Instytut Badawczy Epidemiologii i Mikrobiologii im. N. Gamalei) – prowadząca badania medyczne rosyjska państwowa instytucja naukowa z siedzibą w Moskwie.

## Historia i nazwa
Początki tego jednego z najstarszych rosyjskich centrów badawczych sięgają prywatnego laboratorium Filipa M. Blumenthala działającego od 1891 roku i przekształconego w prywatny instytut, a w 1919 roku znacjonalizowanego. W 1949 roku ośrodek nazwano imieniem Nikołaja Gamalei, wybitnego rosyjsko-radzieckiego mikrobiologa ukraińskiego pochodzenia. Centrum zajmowało się badaniami nad środkami profilaktycznymi, diagnostycznymi i leczniczymi.

## Badania
Wśród obszarów badawczych Centrum im. Gamalei znajdowały się szczepionki, w tym przeciw wirusowi Sars-Cov-2. 11 sierpnia 2020 roku Władimir Putin ogłosił pierwszą na świecię rejestrację szczepionki przeciw COVID-19, opracowanego w Centrum im. Gamalei Sputnika V. 4 marca 2021 roku formalną ocenę szczepionki rozpoczęła Europejska Agencja Leków.